# Neumichtis spumigera
Neumichtis spumigera là một loài bướm đêm trong họ Noctuidae.